# 坊田古墳群
坊田古墳群（ぼうでんこふんぐん）は、京都府南丹市八木町柴山にある古墳群。5基が京都府指定史跡に指定されている。

## 概要
京都府中部、八木町市街地から西方の山麓に築造された古墳群である。円墳7基・方墳1基の計8基で構成される（円墳の一部は方墳の可能性あり）。埋葬施設はいずれも横穴式石室とし、5号墳のみ発掘調査が実施されている。
築造時期は、古墳時代後期の6世紀後半-7世紀前半頃と推定される。丹波地方南部（口丹波地方）において全長10メートルを超える石室を有する古墳は少なく、同地方における後期古墳群の好例に位置づけられる古墳群になる。また付近では推定豪族居館を伴う集落遺跡の八木嶋遺跡が知られ、本古墳群との関連性が指摘される。
1-5号墳の5基の古墳域は1987年（昭和62年）に京都府指定史跡に指定されている。

## 遺跡歴
- 1969年（昭和44年）、1-4号墳の確認。
- 1978年（昭和53年）、1-4号墳の実測調査、5号墳の発掘調査（京都府教育委員会、1979年に概要報告）。
- 1987年（昭和62年）4月15日、京都府指定史跡に指定[4]。

## 一覧

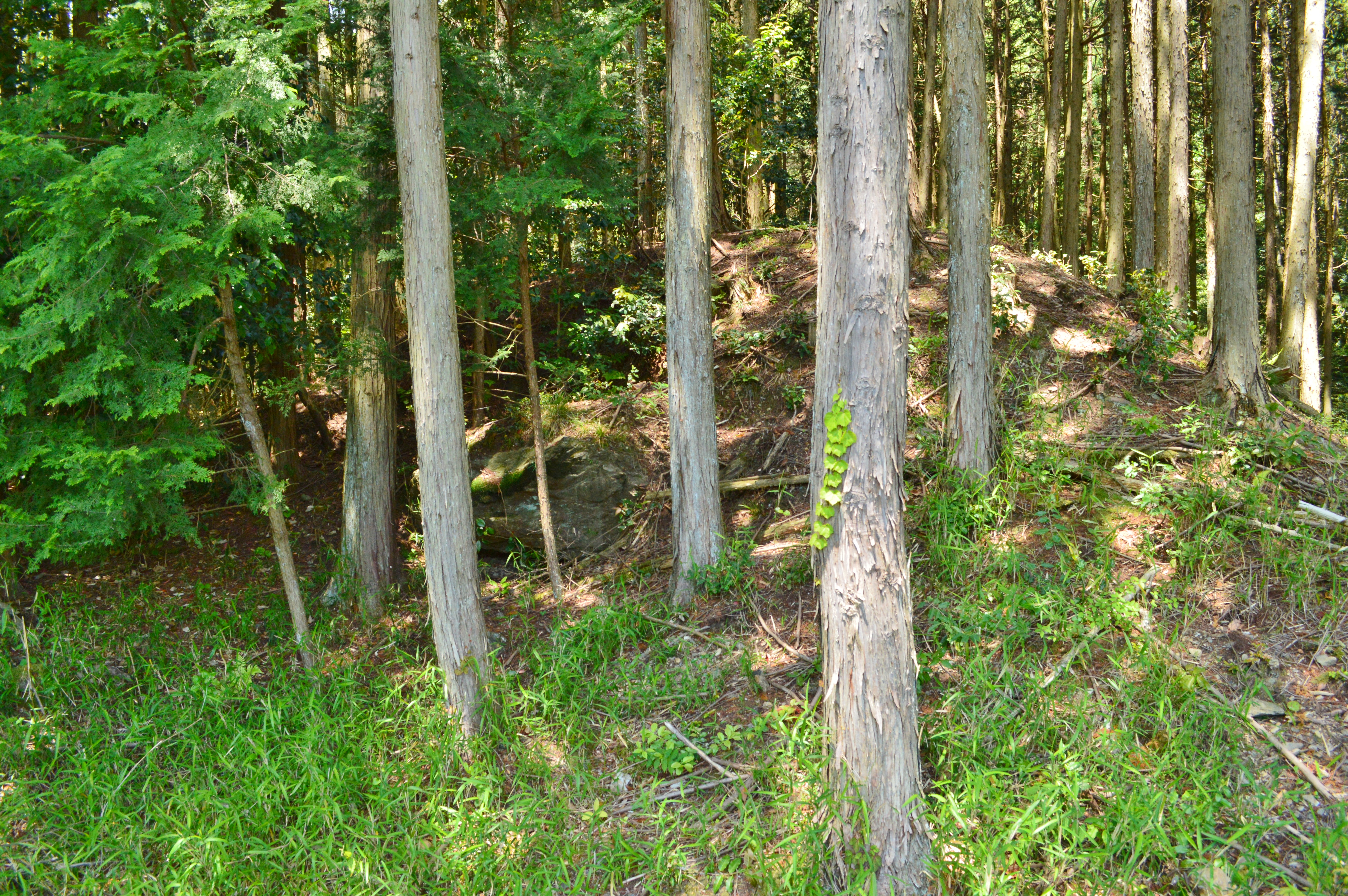
1号墳
- 墳形：方墳

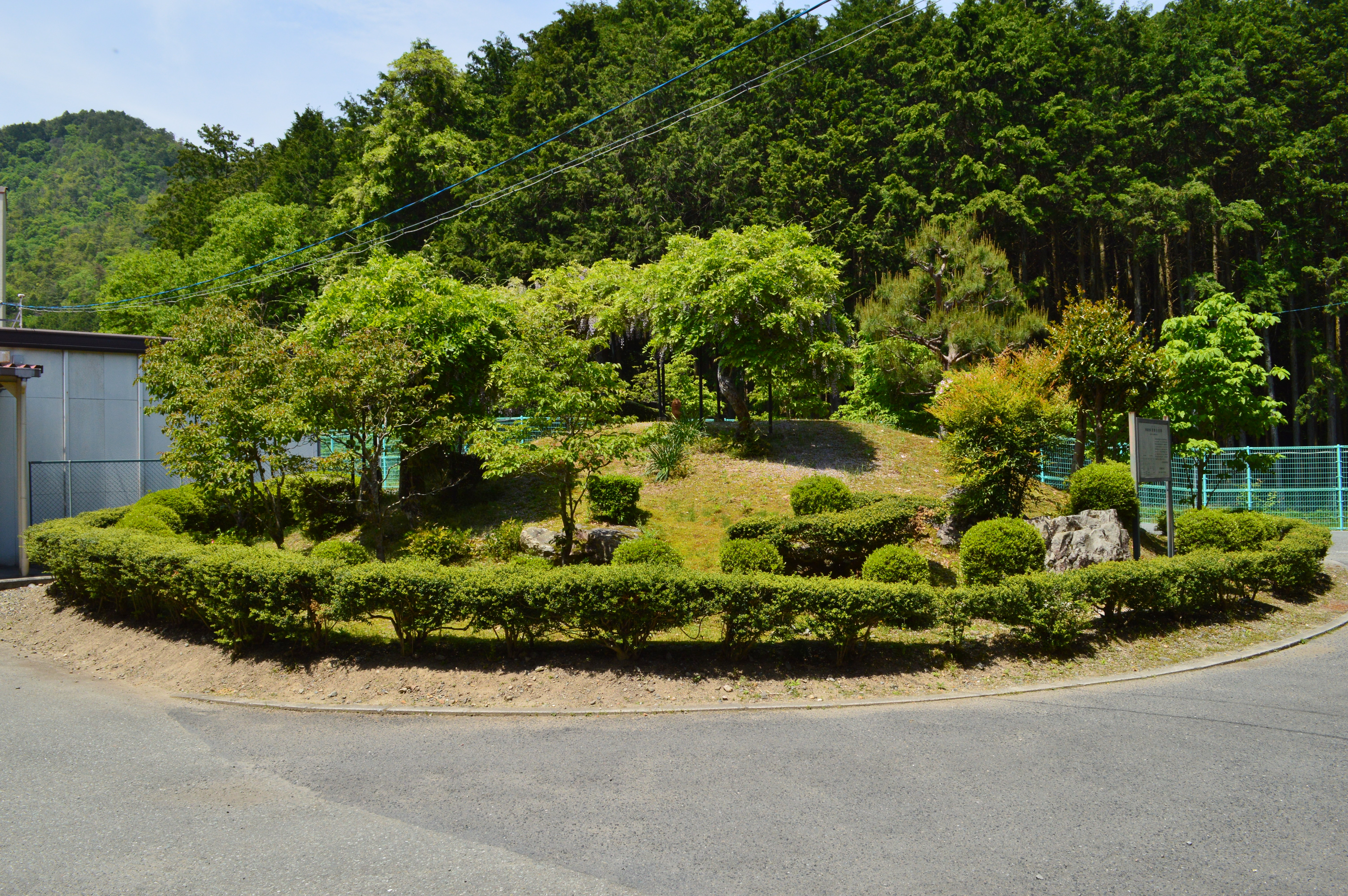
5号墳

- 規模：一辺18メートル、高さ4メートル
- 埋葬施設：両袖式横穴式石室

横穴式石室の玄室は長さ5.8メートル・幅2.3メートル・高さ2.0メートル、羨道は長さ2.0メートル・幅1.3メートル・高さ0.7メートルを測る。
2号墳
- 墳形：円墳（方墳か）
- 規模：直径8メートル、高さ2メートル
- 埋葬施設：横穴式石室

横穴式石室は天井石を露出するのみであり、詳細は明らかでない。
3号墳
- 墳形：円墳（方墳か）
- 規模：直径15メートル、高さ4メートル
- 埋葬施設：片袖式横穴式石室

横穴式石室の玄室は長さ3.9メートル・幅1.7メートル・高さ1.8メートル、羨道は長さ3.8メートル・幅1.1メートル・高さ1.2メートルを測る。
4号墳
- 墳形：円墳
- 規模：直径10メートル、高さ2メートル
- 埋葬施設：横穴式石室

横穴式石室は半壊しているが、玄室は長さ3.6メートル以上・幅1.2メートル以上・高さ1.2メートル以上を測る。
5号墳
- 墳形：円墳
- 規模：直径16メートル、高さ4.5メートル
- 埋葬施設：両袖式横穴式石室

京都府立丹波支援学校の校内に位置する。1978年（昭和53年）に同学校（当時は京都府立丹波養護学校）の建設に伴い発掘調査が実施されている。墳丘裾部には積石を、周囲には狭い周溝を伴う。横穴式石室の玄室は長さ3.8メートル・幅2.2メートル・高さ2.4メートル、羨道は長さ6.3メートル・幅1.4メートル・高さ1.9メートルを測る。調査に伴う出土遺物としては馬具・鉄鏃・須恵器坏蓋・高坏などがある。
以上のほか6号墳（方墳か）、7号墳（円墳か）、8号墳（円墳か）が分布する。

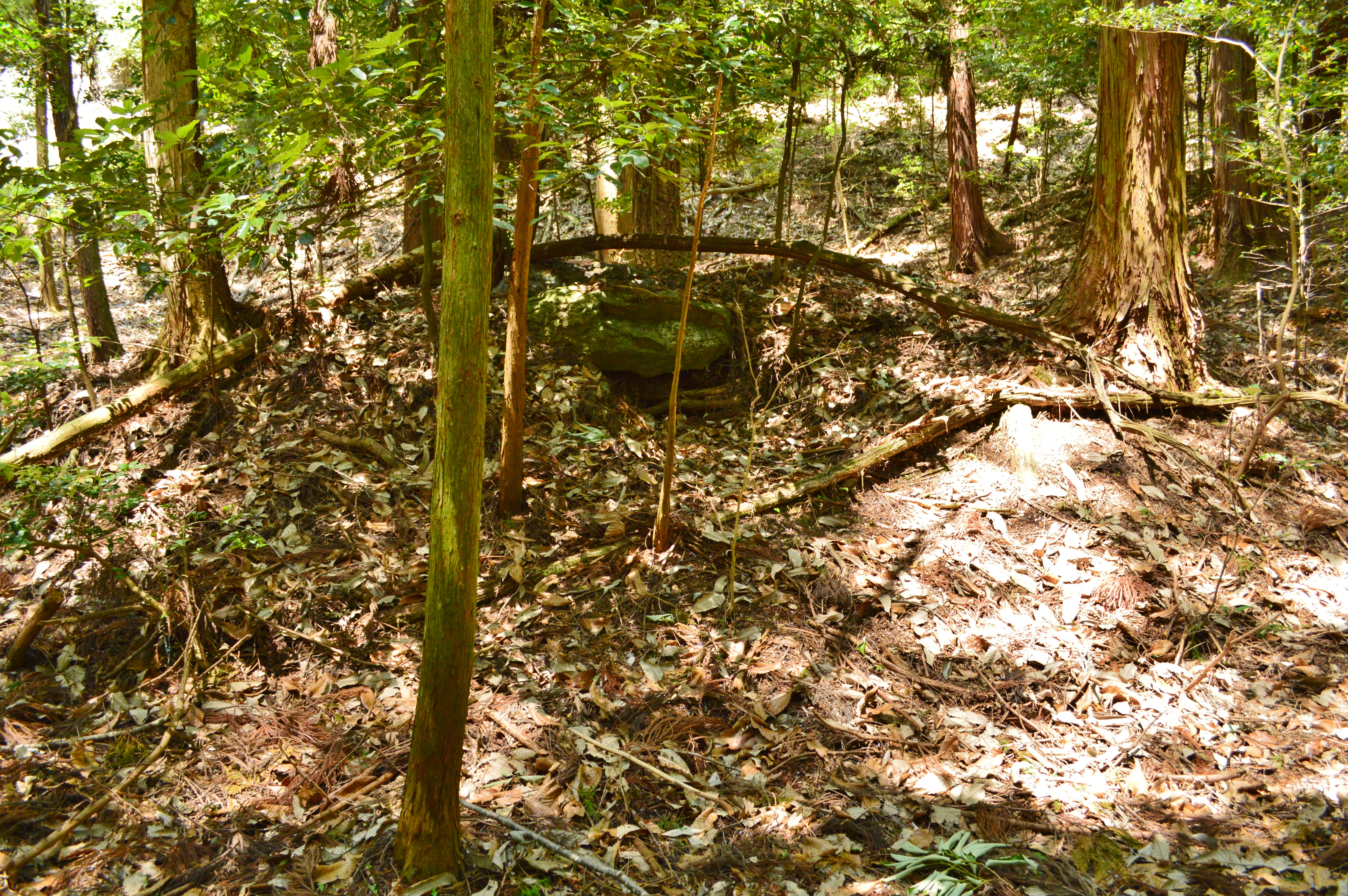
2号墳
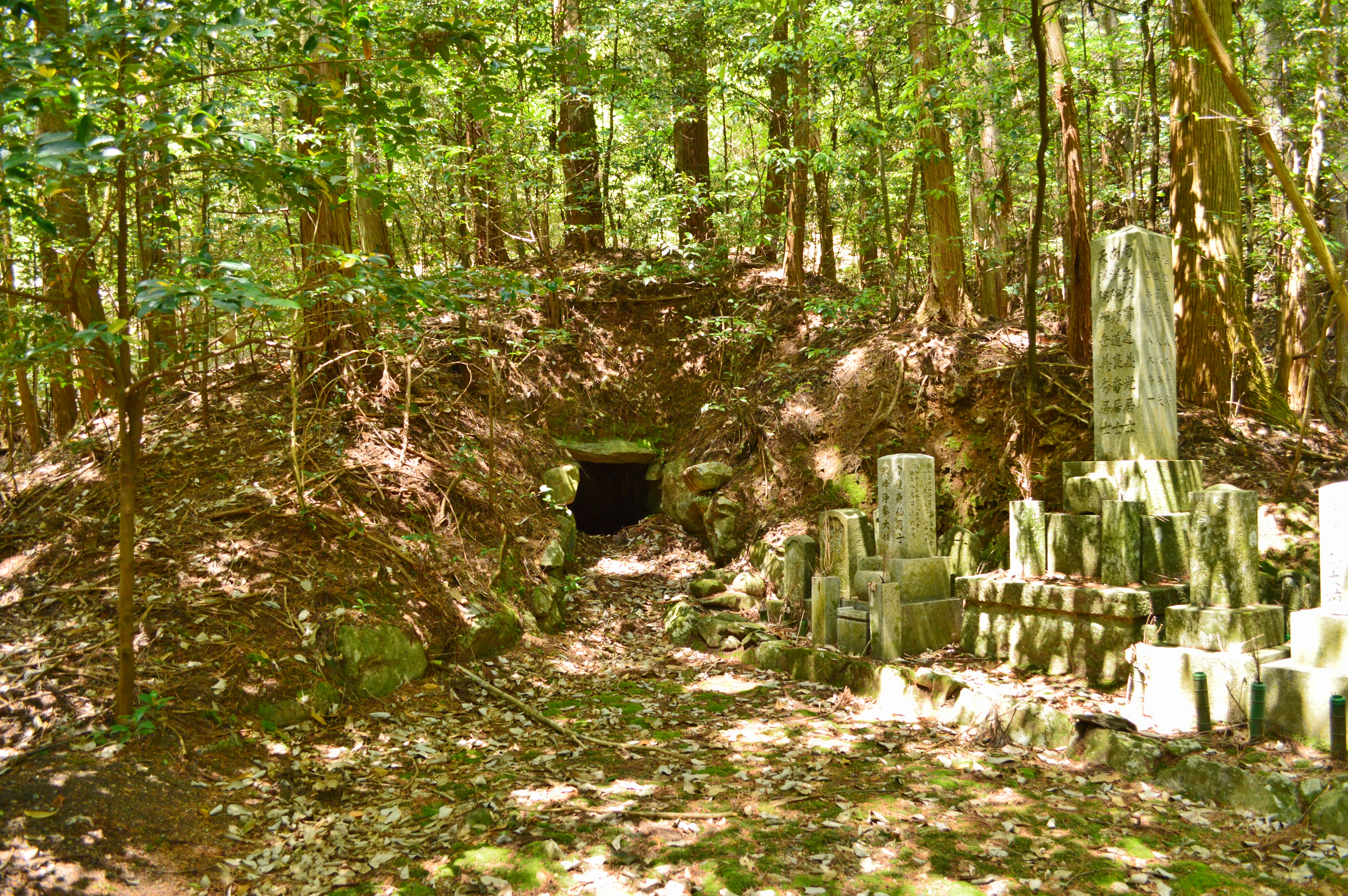
3号墳
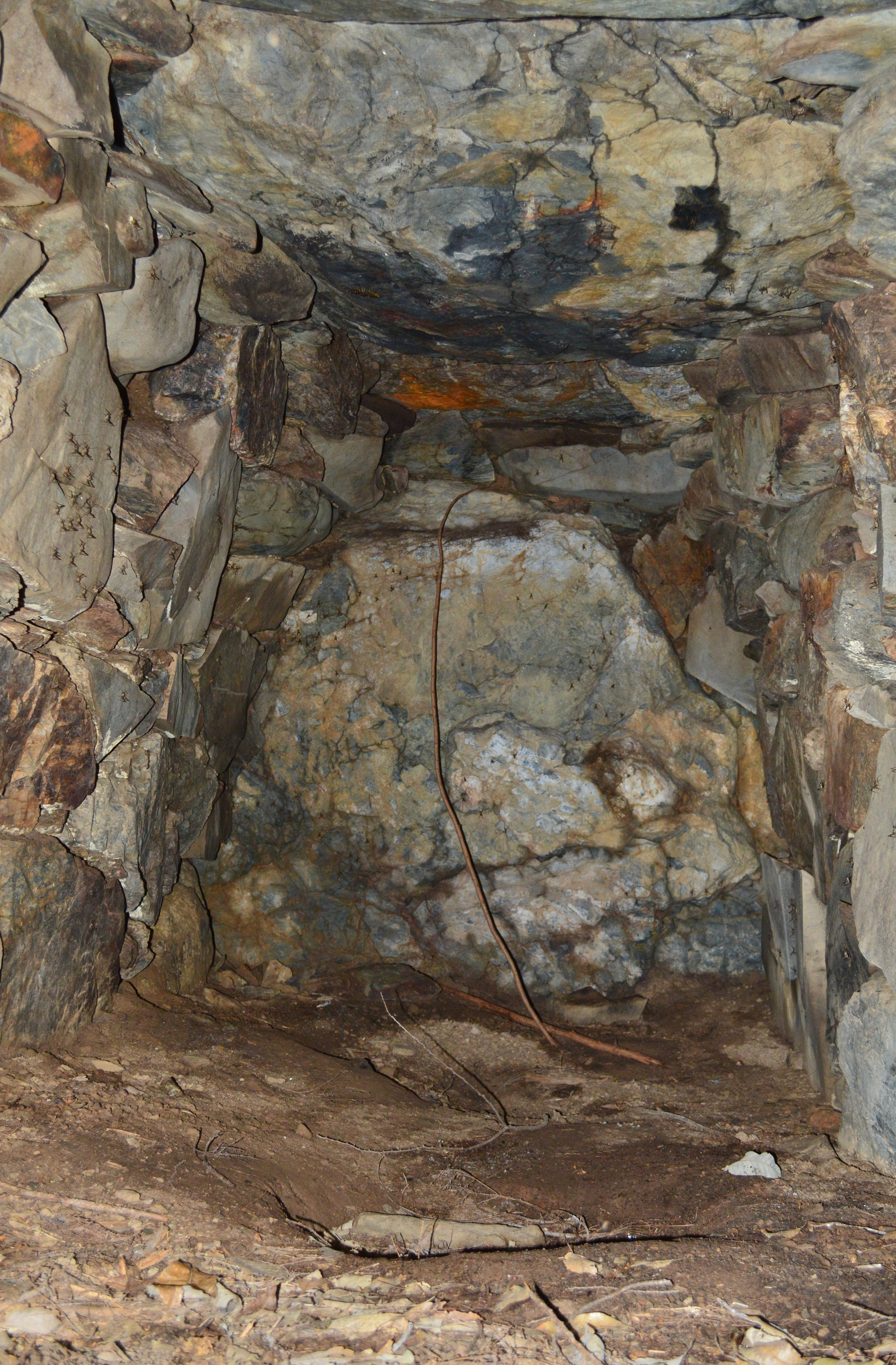
3号墳 石室内部
3号墳 石室俯瞰図
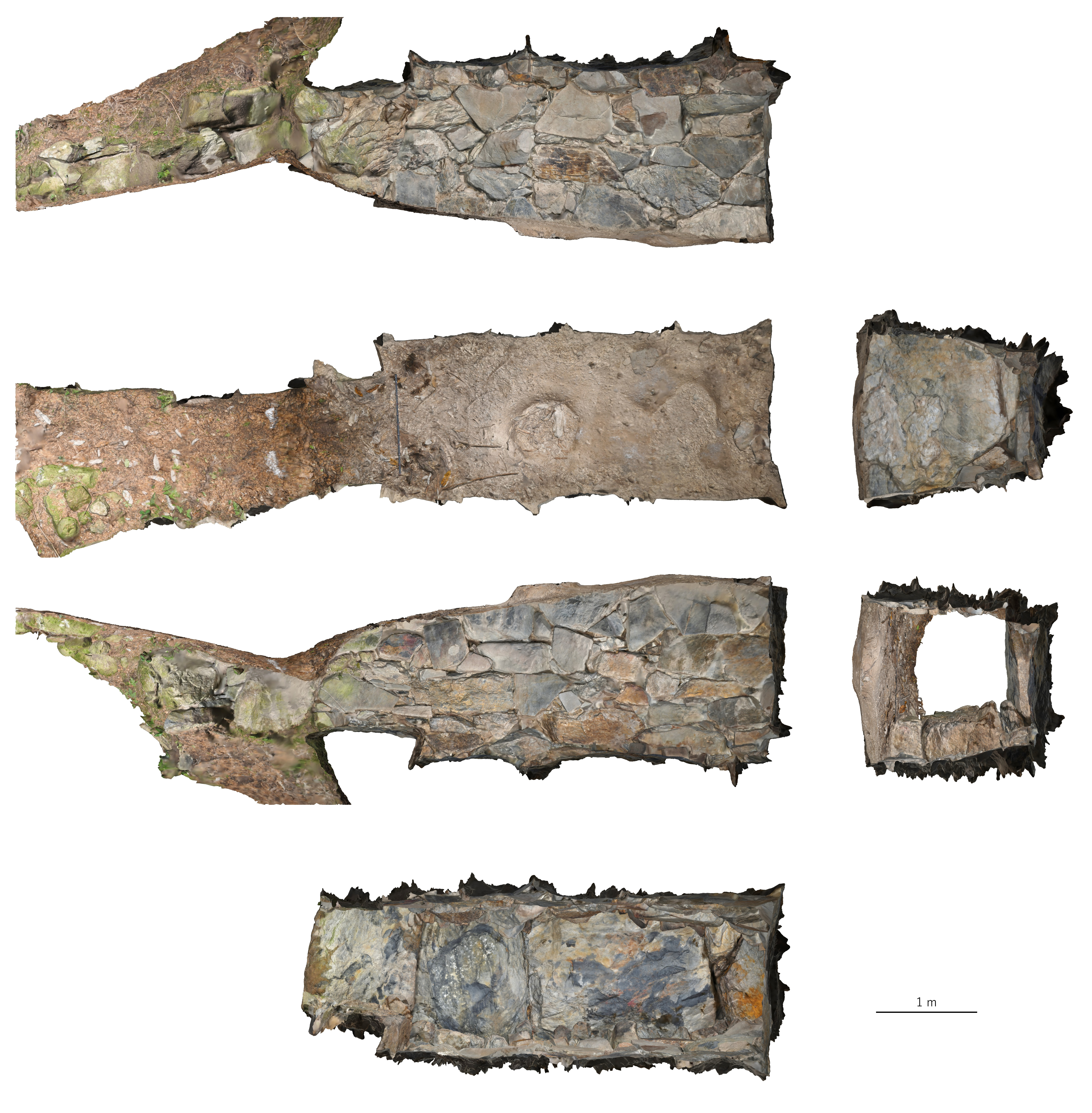
3号墳 石室展開図
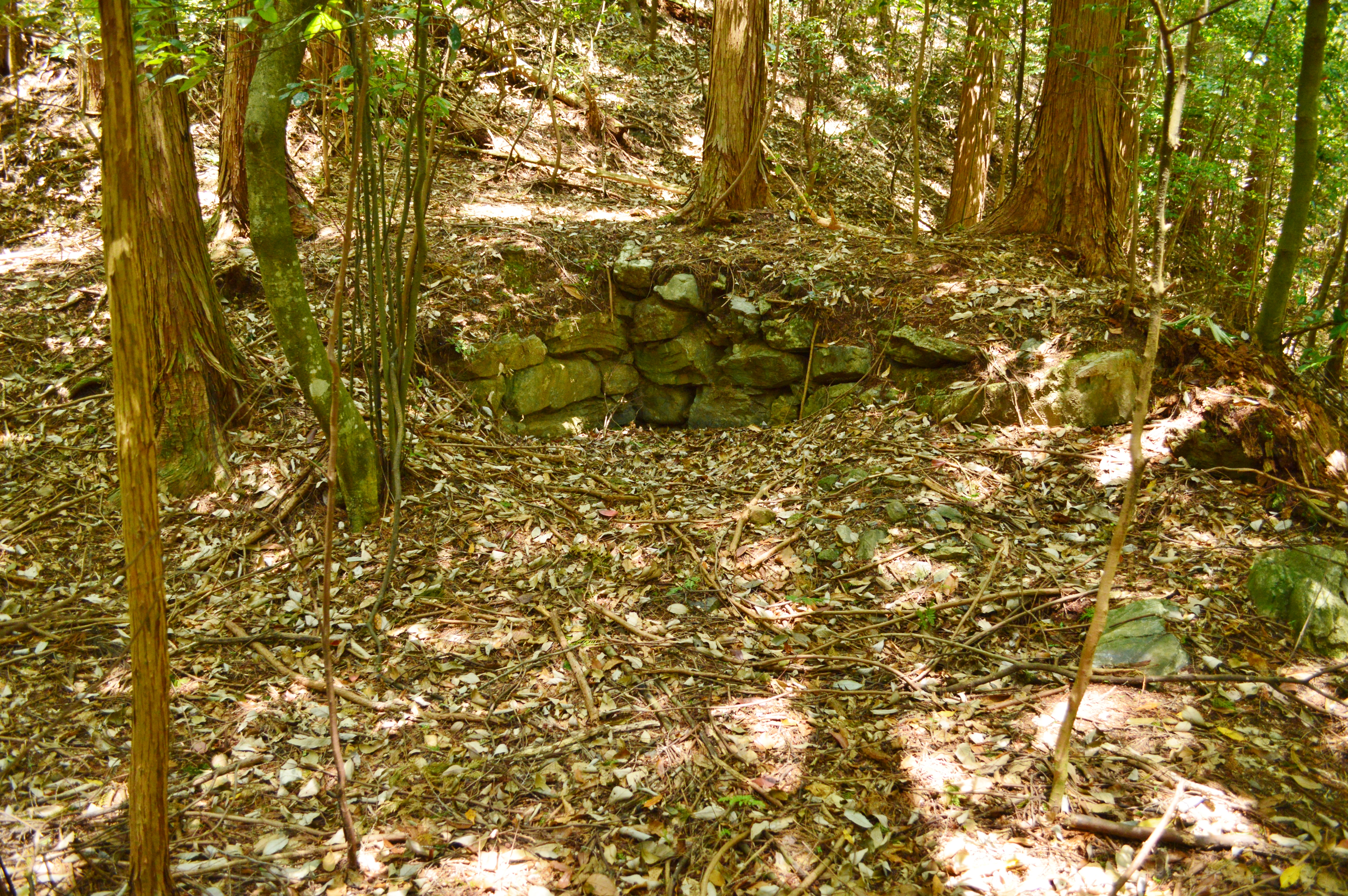
4号墳

## 文化財

### 京都府指定文化財
- 史跡
  - 坊田古墳群 - 1987年（昭和62年）4月15日指定[5][4]。

## 関連文献
（記事執筆に使用していない関連文献）
- 『恭仁宮跡 長岡京跡 坊田5号墳 周山瓦窯跡 平安京内膳町跡 国道9号バイパス関係遺跡』京都府教育委員会〈埋蔵文化財発掘調査概報〉、1979年。